# Penn Central Transportation

Logo der Penn Central

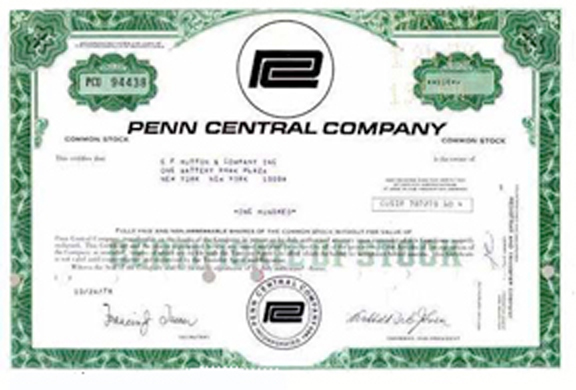
Aktie der Penn Central

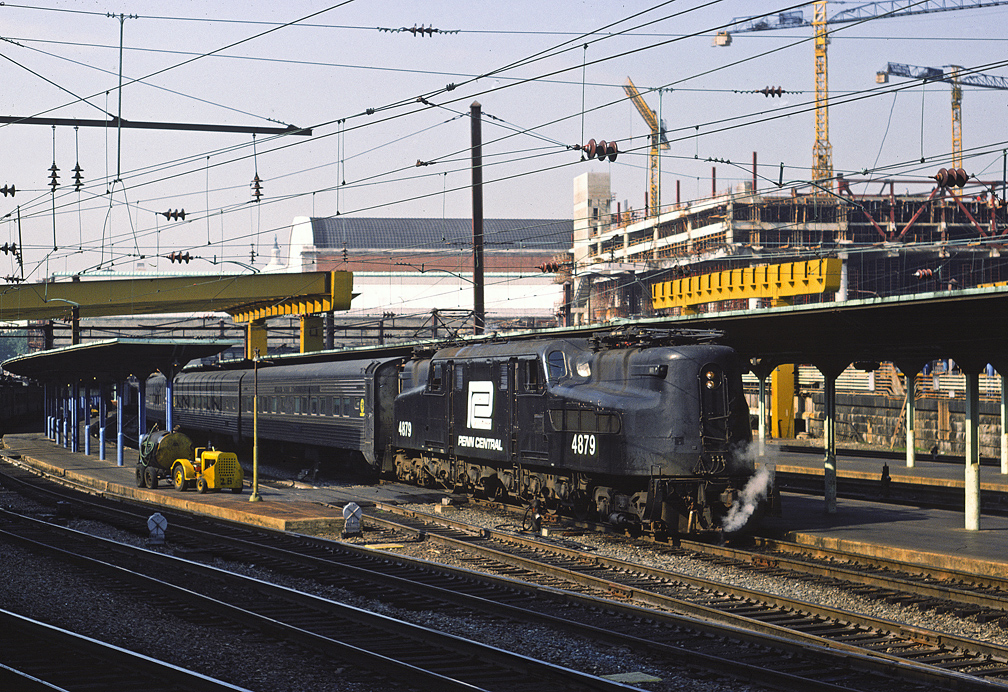
Penn Central 4879 in der Union Station in Washington, D.C., im Mai 1976

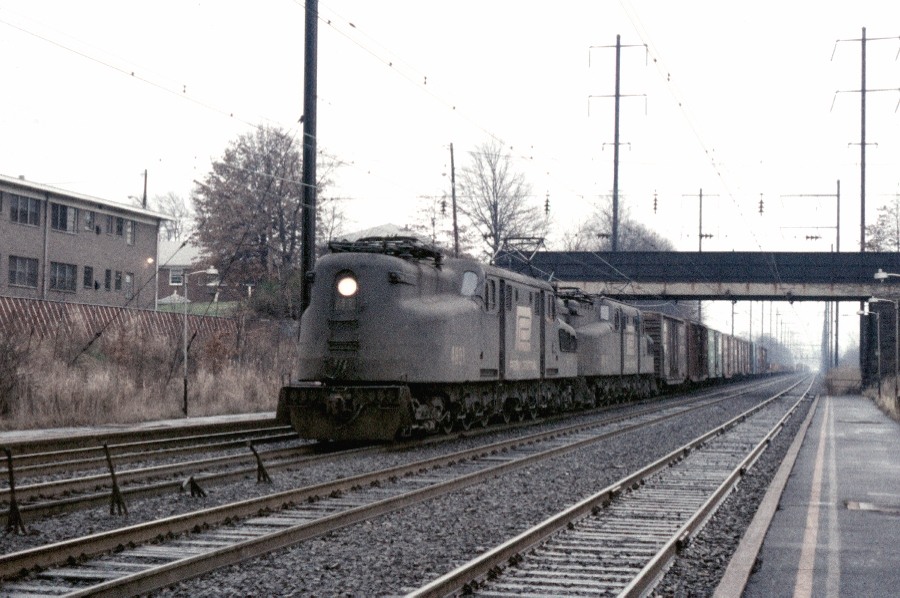
GG 1 der Penn Central am 13. Dezember 1975 in North Elizabeth (NJ)

Die Penn Central Transportation (PCTC), kurz: Penn Central (PC), war eine US-amerikanische Eisenbahngesellschaft mit Sitz in Philadelphia. Sie entstand am 1. Februar 1968 aus der Fusion der zwei Erzrivalen New York Central (NYC) und Pennsylvania Railroad (PRR) und ging am 21. Juni 1970 in Konkurs. Sie war das sechstgrößte amerikanische Unternehmen und erzeugte den größten Bankrott der Geschichte bis dahin. Die Penn Central verfügte über ein Netz von rund 32.000 Kilometern Länge. Das Streckennetz erreichte die Staaten Illinois (Peoria, St. Louis, Chicago), Indiana, Michigan, Ohio, Pennsylvania, Maryland, Delaware, New York, New Jersey, New Hampshire, Rhode Island und Massachusetts sowie Montréal in Kanada.

## Geschichte
Am 12. Januar 1962 vereinbarten die Vorstände der New York Central (NYC) und der Pennsylvania Railroad (PRR) eine Fusion der beiden Unternehmen, der die Aktionäre am 8. Mai 1962 mit deutlicher Mehrheit zustimmten. Die Regulierungsbehörde Interstate Commerce Commission genehmigte die Fusion mit verschiedenen Auflagen. So sollten die bankrotten oder vom Bankrott bedrohten New York, Susquehanna & Western, New York, New Haven and Hartford Railroad und die Lehigh Valley Railroad übernommen werden. Die beiden letztgenannten Unternehmen wurden am 31. Dezember 1968 bzw. 1. Januar 1969 von Penn Central übernommen, ersterer gelang es, unabhängig von der Penn Central zu bleiben.

### Die Fusion
Am 1. Februar 1968 änderte die 1846 gegründete PRR ihren Namen in Pennsylvania New York Central Transportation Co. und fusionierte gleichzeitig mit der NYC. Am 8. Mai 1968 wurde der Name in Penn Central Company geändert. Kurz vor dem Bankrott wurde am 1. Oktober 1969 die Penn Central Company in Penn Central Transportation umbenannt und ein Tochterunternehmen der neu gegründeten Holding Penn Central Company. Damit sollte die bereits vor der Fusion bei der Pennsylvania Railroad begonnene Diversifizierung in andere Wirtschaftszweige fortgeführt werden. Zum Zeitpunkt des Konkurses waren die meisten Nichtbahn-Aktivitäten des Unternehmens in der Tochtergesellschaft Pennsylvania Company gebündelt.
Die beiden Gesellschaften waren jahrzehntelange Rivalen und auch die Firmenphilosophien waren sehr unterschiedlich. Da mit der Fusion viele Managementposten durch Mitarbeiter der PRR besetzt wurden, verließen viele vor allem junge, innovative Führungskräfte der früheren NYC das Unternehmen. Zu diesen internen Strukturproblemen kamen noch der Niedergang der Stahlindustrie im Nordosten der USA, der wachsende Konkurrenzdruck durch den LKW-Verkehr sowie die starken Regulierungen des gesamten Eisenbahnwesens. Zudem hatte die Gesellschaft jetzt große Überkapazitäten, insbesondere bei der Infrastruktur. Zum einen existierten vier- und sechsgleisige Strecken, wo eine zweigleisige Strecke ausreichend war, zum anderen deckten beide frühere Gesellschaften fast das gleiche Gebiet westlich der Allegheny Mountains ab.
Vor der Fusion schrieben beide Gesellschaften schwarze Zahlen. Im ersten gemeinsamen Jahr war ein Defizit von 2,8 Millionen Dollar und 1969 eines von 83 Millionen Dollar zu verzeichnen. Nachdem der Verlust auf 325,8 Millionen Dollar im Jahr 1970 gestiegen war, musste am 21. Juni 1970 Konkurs angemeldet werden. Trotz des Konkursverfahrens musste der Betrieb am Laufen gehalten werden, da es keinerlei Alternativen gab.
Im Rahmen des Konkursverfahrens wurde 1974 festgestellt, dass das Verfahren nicht positiv abgeschlossen werden könne. Um für die Penn Central einen Rettungsplan zu erstellen, wurde deshalb auf der Grundlage des Regional Rail Reorganization Act von 1973 die staatliche United States Railway Association (USRA) gebildet und die Consolidated Rail Corporation (Conrail) gegründet, die den Betrieb und das Betriebsvermögen der Penn Central sowie einiger anderer Gesellschaften ab dem 1. April 1976 übernahm.

### Nach 1976
Nach der Übertragung des Betriebsvermögens an die Conrail konnten die Insolvenzverwalter einen Sanierungsplan erarbeiten. Mit dem Abschluss des Insolvenzverfahrens am 24. Oktober 1978 wurde die Muttergesellschaft Penn Central auf die Penn Central Transportation verschmolzen. Das neu entstandene Unternehmen wurde in Penn Central Corporation umbenannt. Das 1994 in American Premier Underwriters umbenannte Unternehmen fusionierte im folgenden Jahr zur American Financial Group.

## Personenverkehr
Aufgrund des hohen Marktanteils im Northeast Corridor Washington–Philadelphia–New York–Boston war die Gesellschaft bestrebt, dort weiterhin einen hochwertigen Personenzugverkehr anzubieten. So wurden gemeinsam mit dem US-Verkehrsministerium neue Züge erprobt. Dies war zum einen die Einführung der 176 km/h schnellen Elektrotriebzüge „Metroliner“ zwischen New York und Washington und zum anderen auf der Strecke Boston–New York die United Aircraft TurboTrains. Letztere bewährten sich jedoch nicht.
Ab 1. Mai 1971 wurde der Personenfernverkehr durch die Amtrak übernommen. Die Nahverkehrsleistungen wurden von PC weiter betrieben und erst mit der Gründung der Conrail durch diese übernommen. Die lokalen Verkehrsbehörden (MARC, Metro-North, MBTA, SEPTA und NJ Transit) übernahmen ab 1983 den Schienenpersonennahverkehr von Conrail.

## Unternehmensleitung
- 1. Februar 1968 – 30. November 1969: Alfred E. Perlman (Präsident)
- 1. Dezember 1969 – 11. August 1970: Paul A. Gorman (Präsident)
- 1. Februar 1968 – 8. Juni 1970: Stuart T. Saunders (Chairman, Chief Executive Officer)[2]
- 1. September 1970 – 4. Januar 1974: William H. Moore (Präsident)
- 11. Januar 1974 – 1. April 1976: Jervis Langdon Jr.

Trustees (Insolvenzverwalter)
- 22. Juli 1970–11. Januar 1974: Jervis Langdon Jr.
- 11. Januar 1974–24. Oktober 1978: Robert W. Blanchette
- 22. Juli 1970–28. Dezember 1972:  W. Willard Wirtz
- 22. Juli 1970–18. Juni 1974: George Pierce Baker
- 18. Juni 1974–24. Oktober 1978: John H. McArthur
- 22. Juli 1970–24. Oktober 1978: Richard C. Bond